# Henry Huff
"Light" Henry Lincoln Huff (Chicago, 5 oktober 1950 – Chicago, 25 maart 1993) was een Amerikaanse multi-instrumentalist. Hij bespeelde onder meer saxofoon, klarinet, harp, balafoon, synthesizer, drumstel en berimbau.
Huff werkte in Chicago met Sun Ra, Dee Alexander, Rita Warford, Sherri Scott en Malachi Favors. Ook speelde hij regelmatig in de groep Breath (met Yosef Ben Israel en Avreeyal Ra) en was lid van het Ethnic Heritage Ensemble, waar hij meespeelde op twee albums ("Three Gentlemen from Chicago" en "Impressions"). Huff overleed aan een longaandoening.

## Referentie
- Overlijdensbericht